# 藤森かよこ
藤森 かよこ（ふじもり かよこ、1953年 - ）は、日本の英米文学者、政治学者。アイン・ランド研究の第一人者として知られる。リバタリアン、フェミニスト。福山市立大学名誉教授。

## 概要
愛知県名古屋市出身。南山大学文学部英文科卒業、同大学院文学研究科博士課程満期退学。1986年岐阜市立女子短期大学講師、1988年金城学院大学短期大学部講師、助教授、1996年桃山学院大学助教授、教授、2011年福山市立大学教授、2017年退職、名誉教授。47歳の時に英米文学からアイン・ランド研究に転向した。夫は藤森清・金城学院大学教授（日本近代文学）。

## 著書

### 単著
- 『馬鹿ブス貧乏で生きるしかないあなたに愛をこめて書いたので読んでください。』ベストセラーズ, 2019.12
- 『馬鹿ブス貧乏な私たちを待つろくでもない近未来を迎え撃つために書いたので読んでください。』ベストセラーズ, 2020.12
- 『優しいあなたが不幸になりやすいのは世界が悪いのではなく自業自得なのだよ』大和出版, 2021.4
- 『馬鹿ブス貧乏な私たちが生きる新世界無秩序の愛と性』ベストセラーズ,2022.12
- 『ニーチェのふんどし いい子ぶりっ子の超偽善社会に備える』秀和システム, 2023.3
- 『舌はがしから始める平井メソッド健康革命   身体の捻れを解き、舌が上がれば、生命力も、健康寿命もupする!』秀和システム,2024.7

### 編著
- 『クィア批評』編. 世織書房, 2004.12

### 訳書
- ジュディス・フェッタリー『抵抗する読者 フェミニストが読むアメリカ文学』鵜殿えりか共訳. ユニテ, 1994.5
- アイン・ランド「水源」ビジネス社（2004年）
- アイン・ランド「利己主義という気概 : エゴイズムを積極的に肯定する」ビジネス社（2008年）

## 夫・藤森清
藤森清（ふじもり きよし、1953年- ）。長野県生まれ。1976年南山大学文学部国文科卒、高校教師を経て、1994年名古屋大学大学院国文学博士課程満期退学、1995年「近代小説における「語り」序説」で文学博士（名古屋大学）の学位を取得。1994年名古屋大学助手、金城学院大学助教授、教授。妻は藤森かよこ。

### 著書
- 『語りの近代』有精堂出版, 1996.4

### 共編著・監修
- 『ジェンダーの日本近代文学』中山和子,江種満子共編. 翰林書房, 1998.3
- 『漱石のレシピ 『三四郎』の駅弁』編著 (講談社+α新書) 2003.2
- 『一冊で名作がわかる夏目漱石』監修, 小石川文学研究会 編. ロングセラーズ, 2007.3